# Az információtárolás fejlődése
| idő                  | tárolási technika     | kép | feltaláló          |
| -------------------- | --------------------- | --- | ------------------ |
| 40000 Krisztus előtt | Barlangrajz           |     |                    |
| 9000 Krisztus előtt  | Ékírás csonton és fán |     |                    |
| 3500 Krisztus előtt  | Ékírásos Agyagtáblák  |     |                    |
| 2500 Krisztus előtt  | Ékírásos Kőtáblák     |     |                    |
| 2000 Krisztus előtt  | Papirusz              |     |                    |
| 100 Krisztus előtt   | Papír                 |     |                    |
| 1440                 | Nyomtatás             |     | Johannes Gutenberg |
| 1725                 | Lyukkártya            |     | Basile Bouchon     |
| 1846                 | Lyukszalag            |     | Alexander Bain     |
| 1877                 | Fonográf              |     | Thomas Alva Edison |
| 1898                 | Telegrafon            |     | Valdemar Poulsen   |
| 1928                 | Mágnesszalag          |     | Fritz Pfleumer     |
| 1932                 | Mágnesdob             |     | Gustav Taushek     |